# 真夜中のコンビニエンス〜Amigo
真夜中のコンビニエンス〜Amigo（まよなかのコンビニエンス アミーゴ）は、1990年4月2日から1991年3月29日までHBCラジオ（北海道放送）で放送されていたラジオ番組。
放送時間は月曜日〜木曜日の24:00〜24:30。

## 概要
本番組開始前年の1989年9月まで放送されていた『ハニーズクラブ24時』が終了した後は日替りでネット受けによる演歌番組が5本並ぶ編成となって、平日24:00 - 24:30枠において若者向け番組及び自社制作番組が消滅している状態だったが、本番組スタートによってこの枠で自社制作番組が復活した。
本番組は、共に1988年4月入社同士であるアナウンサーの佐古千春と北野あづさ、報道記者の寺坂千絵の同期3人が発想して持ち込んだ企画である。制作、構成、演出、出演を全て自分たちパーソナリティが担当した。パーソナリティは企画立案者の佐古、北野、寺坂にベテランアナウンサーの河原たえ子が加わってこの4人が務めた。
番組そのものをコンビニエンスストアに、パーソナリティがその店長及び店員、リスナーがお客様という設定として、買い物だけでなく、誰かを求めて集まって来る若者たち（リスナー）に向けて、「人がいることを感じさせ、同じようなつぶやき、そして悩みがあることを伝える」というコンセプトで、留守番電話やファックス、伝言ダイヤルで客（リスナー）から生活、仕事、恋愛などに関するあらゆるテーマでのつぶやき、声を受け付け、それらを聞いて一緒に泣き笑おうという構成である。なお、本番組ではリスナーは「アミーゴ」と挨拶してからメッセージを送ることが通例になっていた。

## パーソナリティ
※カッコ内は本番組における役柄。
- 佐古千春 （レジ係、月曜・火曜・水曜出演）[2][4]
- 北野あづさ （レジ係、月曜・火曜・水曜出演）[2][4]
- 寺坂千絵 （レジ係の友人、水曜出演）[2][4]
- 河原たえ子 （店長、木曜出演）[2][4]